# Nebojša Simić
Nebojša Simić (Bar, 19 de enero de 1993) es un jugador de balonmano montenegrino que juega de portero en el MT Melsungen alemán. Es internacional con la selección de balonmano de Montenegro.

## Palmarés

### RK Lovcen
- Liga de Montenegro de balonmano (1): 2012

### Kristianstad
- Liga sueca de balonmano masculino (2): 2016, 2017
- Copa de Suecia de balonmano (2): 2016, 2017

## Clubes
- RK Mornar (2008-2010)
- RK Lovcen (2010-2012)
- H 43 Lund (2012-2013)
- HK Malmö (2013-2015)
- IFK Kristianstad (2015-2017)
- MT Melsungen (2017- )